# Enting (literatuur)
Enting is een postmodernistische opvatting waarin mens en wereld geen deel uitmaken van de sociale werkelijkheid maar geheel geënt zijn op fictie, dat wil zeggen deel uitmaken van een scenario dat wordt opgevoerd in de vorm van een verhaal, film, prent, e.d. Het scenario als zodanig is geen vooraf bepaalde dieptestructuur, maar wordt nadrukkelijk als fictief voorgesteld. Dit verschijnsel doet zich met name veel voor in de postmoderne literatuur.